# 努斯尔环形山
努斯尔环形山（Nušl）是位于月球背面北半部的一座大撞击坑，约形成于38-32亿年前的晚雨海世，其名称取自捷克天文学家暨数学家弗朗齐歇克·努斯尔（František Nušl，1867年-1925年），1970年被国际天文学联合会批准接受。

## 描述

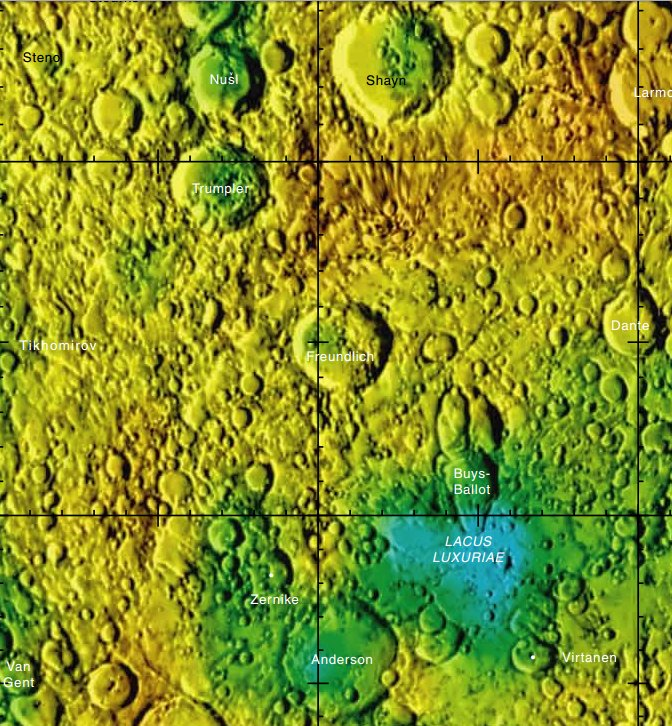
努斯尔环形山的周边，月球背面区域图。

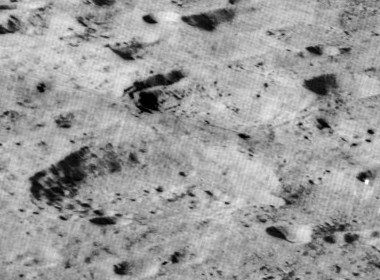
月球轨道器2号拍摄的特朗普勒环形山（中下方）和努斯尔环形山（中上方）

该陨坑西侧毗邻斯坦诺陨石坑、西北偏西靠近斯特恩斯陨石坑、赫顿陨石坑位于它的北面、而它的东侧和南面分别坐落了沙因环形山及特朗普勒环形山。该陨坑中心月面坐标为32°11′N 167°27′E / 32.19°N 167.45°E，直径60.58公里，深度约2.72公里。

努斯尔环形山外观呈多边形状，受侵蚀程度中等。坑壁略有磨损，但沿内侧壁仍显示有峭崖和阶地状结构，东北偏东外侧壁上附靠了小卫星坑努斯尔 E。努斯尔环形山侧壁高出周边地形600-1220米，壁顶与坑底平均落差3.59公里、最大达到5.2公里，内部容积约有3200立方千米。坑内地表相对平坦，西半部散布有一些小陨坑，其中最大的直径约1.5公里。中心点附近坐落了一座高约1公里的长形中央峰，但坑底表面没有熔岩、月溪和射纹系统。

## 卫星陨石坑
按惯例，最靠近努斯尔环形山的卫星坑将在月图上以字母标注在该坑的中心点旁。

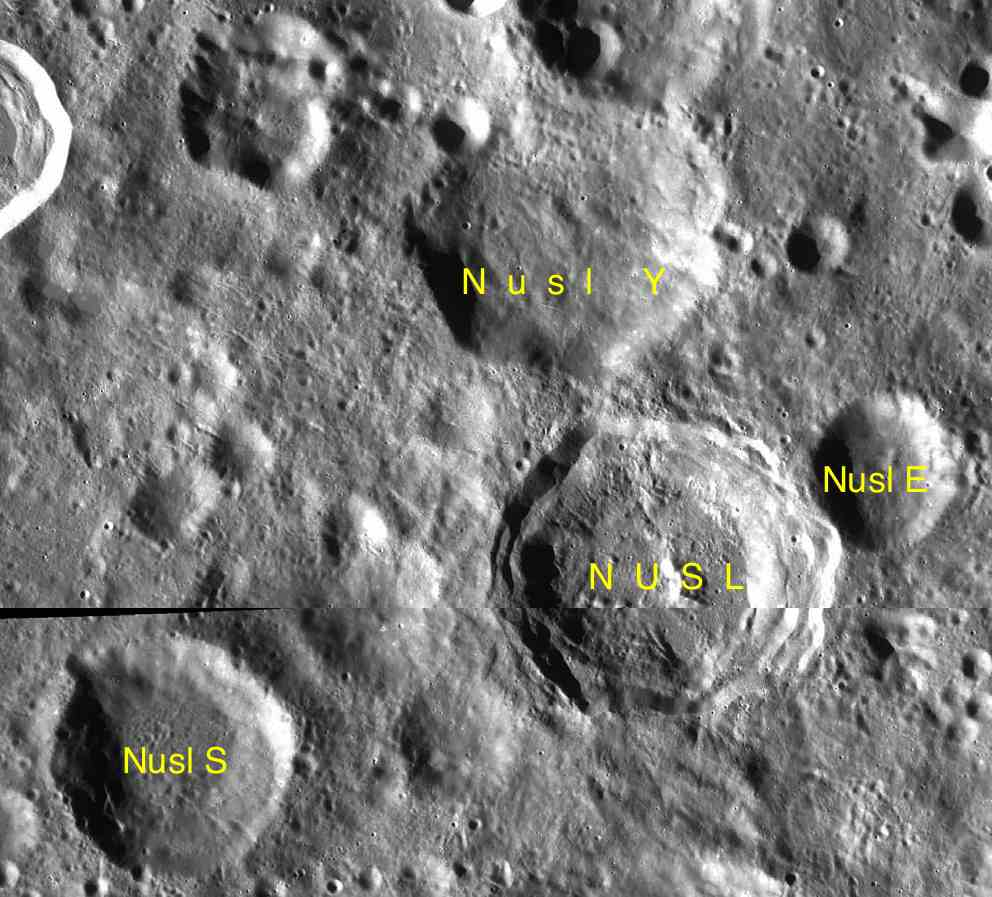
LAC-32及LAC-49区域图

| 努斯尔 | 月面坐标                          | 直径, 公里 |
| ------ | --------------------------------- | ---------- |
| E      | 32°48′N 169°00′E / 32.8°N 169.0°E | 26.5       |
| S      | 31°12′N 164°06′E / 31.2°N 164.1°E | 42         |
| Y      | 34°12′N 166°48′E / 34.2°N 166.8°E | 51         |

卫星坑努斯尔 S和努斯尔 Y约形成于酒海纪。

## 其它来源
- Andersson, L. E.; Whitaker, E. A.  (PDF). NASA RP-1097. 1982  [2016-03-08]. （原始内容 (PDF)存档于2014-10-06）.
- Bussey, B.; Spudis, P. . New York: Cambridge University Press. 2004. ISBN 978-0-521-81528-4.
- Cocks, Elijah E.; Cocks, Josiah C. . Tudor Publishers. 1995. ISBN 978-0-936389-27-1.
- McDowell, Jonathan. . Jonathan's Space Report. July 15, 2007  [2007-10-24]. （原始内容存档于2012-05-26）.
- Menzel, D. H.; Minnaert, M.; Levin, B.; Dollfus, A.; Bell, B. . Space Science Reviews. 1971, 12 (2): 136–186. Bibcode:1971SSRv...12..136M. doi:10.1007/BF00171763.
- Moore, Patrick. . Sterling Publishing Co. 2001. ISBN 978-0-304-35469-6.
- Rükl, Antonín. . Kalmbach Books. 1990. ISBN 978-0-913135-17-4.